# Грб Црне Горе
Грб Црне Горе је званични хералдички симбол државе Црне Горе. Грб чини овјенчани златни двоглави орао наоружан жезлом у десној и шаром у лијевој канџи, док му је на грудима штит. У штиту се налази лав у ходу по зеленој површини на плавој позадини.
Грб се јавља и у другој верзији, често под називом печат Црне Горе, гдје се орао налази на црвеној позадини. Позадина је кружног облика која у потпуности описује орао и оивичена је златним и настао је по мотиву заставе Црне Горе. Грб је усвојен 13. јула 2004. године.

## О поријеклу грба
Модерни грб Црне Горе темељи се на изгледу династичког грба Црнојевића, а овај опет на грбу некадашње Српске деспотовине.
Занимљиво да прије усвајања грба у садашњој верзији (13. јул 2004) све црногорске државе (Зетска кнежевина, Владичанска Црна Гора, Књажевина Црна Гора, Краљевина Црна Гора, Република Црна Гора), од настанка земље са овим именом, па до њеног осамостаљења од заједнице са Србијом (изузев комунистичког периода) су своје хералдичке симболе темељили искључиво на приказу бијелог двоглавог орла, као наслијеђа српске средњовјековне хералдике настале у вријеме Немањића.
Са почетком процеса осамостаљивања Црне Горе, хералдичка заједница ове земље, желећи да симболе нове независне Црне Горе што више удаљи од српске традиције, је за основу новог грба пронашла у династичком грбу Црнојевића, изузевши чињеницу да се и он темељи на српској хералдици. Црнојевићи су феудална породица са простора данашње Црне Горе, а као владари средњовјековне Зете се издвајају још у вријеме Српске деспотовине. Лојални Деспотовини они користе њене хералдичке симболе — златни двоглави орао, а који је настао као комбинација традиционалног неманићког симбола — двоглави бијели орао и неких династичких симбола, тада двије ривалске српске породице: Лазаревића и Бранковића. Осим деспотских, Црнојевићи користе и традиционалне Немањићке симболе, као што је бијели двоглави орао (нарочито на заставама). Другом половином 15. вијека, држава Црнојевића дјелује као самосталан политички субјект, и за то вријеме користи исте симболе. Међутим, држава убрзо пропада налетом Османлија.
Након протјеривања Османлија 1516. године, нови владари Црне Горе поново користе традиционалне српске симболе, а успоставом политичких веза са Руским царством, локална хералдика поприма и руске утицаје (раширена крила и штит на грудима орла, жезло и шар у канџама, те царска круна). Осим ових новотарија, грбу се често додају елементи породичне хералдике, што ће током владавине Петровића, довести до тога да и златни лав у ходу постане један од препознатљивих хералдичких симбола Црне Горе.

## Историјски грбови

### Утицајна хералдика
- Најпознатији грб
 Немањићке Србије
- Грб
 Српске деспотовине 
 (1421—1451)
- Грб
 Руског царства 
 (1547—1721)
- Династички грб 
 Петровића Његоша

### Грбови Црне Горе кроз историју
- Грб
 Црнојевићке Зете 
 (1451—1516)
- Грб 
 Митрополства Црне Горе 
 (1516—1852)
- Грб
Књажевине Црне Горе 
 (1852—1910)
- Грб
Краљевине Црне Горе 
 (1910—1918)
- Грб
Федералне Црне Горе 
 (1945—1947)
- Грб
Народне Републике 
Црне Горе 
 (1947—1963)
- Грб
Социјалистичке Републике 
Црне Горе 
 (1963—1994)
- Грб 
 Републике Црне Горе
 (1994—2004)